# Lake Hughes
Lake Hughes statisztikai település az USA Kalifornia államában, Los Angeles megyében. Lakosainak száma 544 fő (2020. április 1.).

## Népesség
A település népességének változása:

| 2010 | 649 |
| 2020 | 544 |